# Heart Shaped World
Heart Shaped World é o terceiro álbum de estúdio do cantor Chris Isaak. Nele, está contida a canção "Wicked Game", que foi trilha do filme Coração Selvagem, de David Lynch, e também da telenovela Vamp.

## Faixas
1. "Heart Shaped World" – 3:26
2. "I'm Not Waiting" – 3:15
3. "Don't Make Me Dream About You" – 3:30
4. "Kings of the Highway" – 4:44
5. "Wicked Game" – 4:46
6. "Blue Spanish Sky" – 3:57
7. "Wrong to Love You" – 4:17
8. "Forever Young" – 3:20
9. "Nothing's Changed" – 4:05
10. "In the Heat of the Jungle" – 6:20
11. "Diddley Daddy" – 4:05

## Vendas e certificações
| Região                                                                                                  | Certificação | Vendas    |
| --- | ------------ | --------- |
| Canadá (Music Canada)                                                                                   | Platina      | 150 000^  |
| Estados Unidos (RIAA)                                                                                   | 2× Platina   | 2,600,000 |
| *números de vendas baseados somente na certificação ^números de vendas baseados somente na certificação |              |           |